# 肖爾鎮區 (密蘇里州克林頓縣)
肖爾鎮區（英語：Shoal Township）是位於美國密蘇里州克林頓縣的一個行政鎮區。

## 地方資料
肖爾鎮區的面積為128.22平方千米，當中陸地面積為128.08平方千米，而水域面積為0.14平方千米。根據2020年美國人口普查的數據，當地共有人口6275人，而人口密度為每平方千米48.94人。